# Dieu et mon droit

O lema aparece em um pergaminho abaixo do escudo na versão do brasão real de armas do Reino Unido usado fora da Escócia.

Dieu et mon droit é o lema do Reino Unido. Uma expressão em língua francesa que significa Deus e meu direito, referindo-se ao direito divino do governo monárquico.
A expressão foi adotada como lema por Henrique V (1386-1422) e tem sido usada desde então.